# Gare de Calais-Ville
Gare de Calais-Ville vasútállomás Franciaországban, Calais településen.

## Vasútvonalak
Az állomást az alábbi vasútvonalak érintik:
- Boulogne–Calais-vasútvonal

## Kapcsolódó állomások
A vasútállomáshoz az alábbi állomások vannak a legközelebb:
- Gare des Fontinettes
- Gare de Marquise - Rinxent
- Gare de Boulogne-Ville
- Gare d’Audruicq